# Bisbat de Naha
El bisbat de Naha (japonès: カトリック那覇教区, llatí: Dioecesis Nahana) és una seu de l'Església Catòlica al Japó, sufragània de l'arquebisbat de Nagasaki. Al 2004 tenia 6.118 batejats sobre una població de 1.351.175 habitants. Actualment està regida pel bisbe Berard Toshio Oshikawa. O.F.M.Conv.

## Territori
La diòcesi comprèn part la prefectura d'Okinawa, a l'illa d'Okinawa i les illes Ryukyu.
La seu episcopal és la ciutat de Naha, on es troba la catedral del Immaculat Cor de Maria.
El territori s'estén sobre 2.266 km², i està dividit en 13 parròquies.

## Història
Va ser establerta el 1947 com a administració apostòlica d'Okinawa i les Illes del Sud, prenent el territori a la diòcesi de Kagoshima.
Va ser elevada al rang de diòcesi el 18 de desembre de 1972 mitjançant la butlla Iaponica Terra del Papa Pau VI,

## Cronologia episcopal
- Peter Baptist Tadamaro Ishigami, O.F.M.Cap. † (18 de desembre de 1972 - 24 de gener de 1997 jubilat)
- Berard Toshio Oshikawa, O.F.M.Conv., des del 24 de gener de 1997

## Estadístiques
A finals del 2004, la diòcesi tenia 6.118 batejats sobre una població de 1.351.175 persones, equivalent al 0,5% del total.
| any  | població | població  | població | sacerdots | sacerdots       | sacerdots       | sacerdots             | diaques | religiosos | religiosos | parròquies |
| ---- | -------- | --------- | -------- | --------- | --------------- | --------------- | --------------------- | ------- | ---------- | ---------- | ---------- |
| any  | batejats | total     | %        | total     | clergat secular | clergat regular | batejats por sacerdot | diaques | homes      | dones      |            |
| 1980 | 4.616    | 1.092.096 | 0,4      | 16        | 3               | 13              | 288                   |         | 16         | 55         |            |
| 1990 | 5.767    | 1.214.592 | 0,5      | 33        | 20              | 13              | 174                   |         | 16         | 76         | 13         |
| 1999 | 6.331    | 1.302.945 | 0,5      | 30        | 18              | 12              | 211                   |         | 15         | 72         | 13         |
| 2000 | 6.124    | 1.313.770 | 0,5      | 18        | 5               | 13              | 340                   |         | 16         | 71         | 13         |
| 2001 | 6.213    | 1.313.770 | 0,5      | 28        | 18              | 10              | 221                   |         | 13         | 72         | 13         |
| 2002 | 6.226    | 1.331.589 | 0,5      | 18        | 4               | 14              | 345                   |         | 17         | 59         | 13         |
| 2003 | 6.085    | 1.333.498 | 0,5      | 26        | 11              | 15              | 234                   | 4       | 18         | 58         | 13         |
| 2004 | 6.118    | 1.351.175 | 0,5      | 17        | 3               | 14              | 359                   | 4       | 17         | 65         | 13         |